# Cissin
Cissin est une localité située dans le département de Ouahigouya de la province du Yatenga dans la région Nord au Burkina Faso.

## Santé et éducation
Le centre de soins le plus proche de Cissin est le centre hospitalier régional (CHR) de Ouahigouya.